# Mainzer Friedebuch
Das Mainzer Friedebuch (auch: Friedebrief oder Friedgebot) ist eine ab dem Beginn des 14. Jahrhunderts schriftlich zusammengefasste und fortlaufend ergänzte Sammlung von Satzungen zum Schutz des städtischen Friedens, die vom Mainzer Stadtrat erlassen wurden. Für die Bürgerschaft der Freien Stadt Mainz hatte das Mainzer Friedebuch eine große Bedeutung bei der Regelung des öffentlichen Lebens im späten Mittelalter.

## Entstehung und Bearbeitungen
Bis etwa zur Wende des 13. zum 14. Jahrhunderts nahmen rechtliche Regelungen zum öffentlichen Leben der Stadt Mainz vor allem in Form von Stadtratssatzungen und den so genannten bürgerlichen Einigungen stark zu. Das öffentliche Stadtleben wurde somit in immer komplexeren Bestimmungen geregelt. Diese sind erstmals aus dem Jahr 1300 erhalten und wurden zur Grundlage für das Friedebuch, die diese Bestimmungen sammelte und ordnete. Weitere Ergänzungen sind aus den Jahren 1335 und nochmals 1352 bekannt. Der Mainzer Stadtsyndikus und Stadtschreiber Konrad Humery redigierte 1437 letztmals das Mainzer Friedebuch der „Freien Stadt Mainz“.

## Inhalte
Grundlegende Bestimmungen, die den Frieden in der Stadt sicherten, galten eigenmächtigen Gewaltmaßnahmen unter den Bürgern. So waren das Tragen von Waffen, Zusammenrottungen oder Absprachen mit Feinden der Stadt ebenso verboten wie die Ausübung von Blutrache oder die gewaltmäßige Ausweitung der zahlreichen Fehden innerhalb der Stadt. Weiterhin wurden Strafen für handgreifliche Streitereien, Verwundung und Totschlag definiert, die von dem Bürgermeister und dem Stadtrat mit Geldbußen und Stadtverweisen geahndet wurden.
An seine Grenzen stießen die im Friedebuch festgelegten Satzungen der Stadt Mainz bei der Verhängung von Todesstrafen. Hierfür war das vom Erzbischof eingesetzte Weltliche Gericht zuständig, welches die Autonomie des Mainzer Stadtrates in juristischen Fragen und Handlungen einschränkte.

## Bedeutung
Das Mainzer Friedebuch war für die Bürgerschaft der Stadt Mainz im späten Mittelalter von großer Bedeutung und lässt sich in etwa mit einem Grundgesetz vergleichen. Im Rahmen eines Schwörtags wurde es jedes Jahr bei der Vereidigung neuer Magistrate und der Huldigung der Bürger an die neuen Bürgermeister öffentlich vorgelesen und von allen Teilnehmern neu beschworen. Verstöße gegen die im Friedebuch erlassenen Bestimmungen und somit diesen öffentlichen Schwur wurden demzufolge als Eidbruch angesehen und entsprechend geahndet.